# Odontophrynus cultripes
Espèce
Statut de conservation UICN

 LC  : Préoccupation mineure
Odontophrynus cultripes est une espèce d'amphibiens de la famille des Odontophrynidae.

## Répartition
Cette espèce est endémique du Brésil. Elle se rencontre entre 500 et 1 000 m d'altitude au Minas Gerais, au Goiás et dans l'État de São Paulo,.

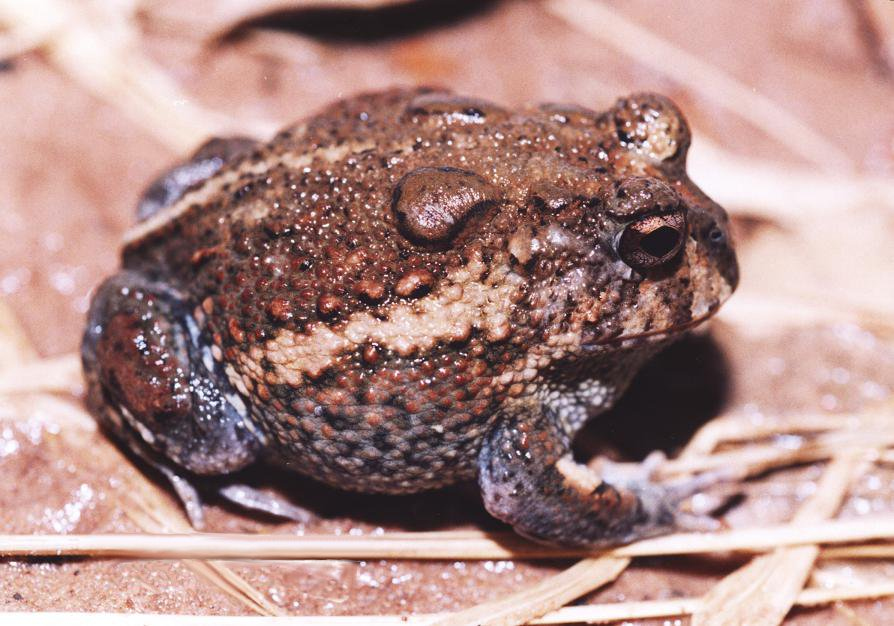
Odontophrynus cultripes

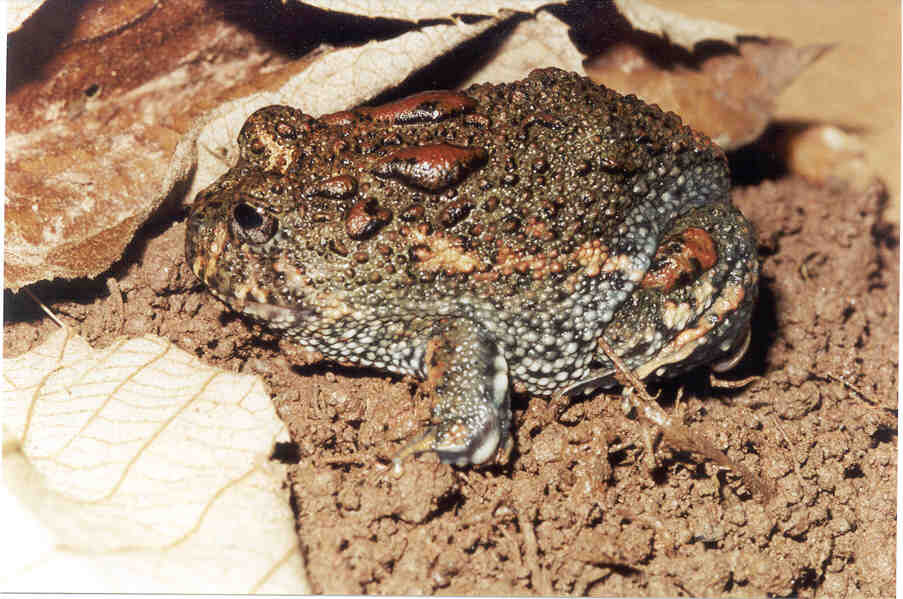
Odontophrynus cultripes

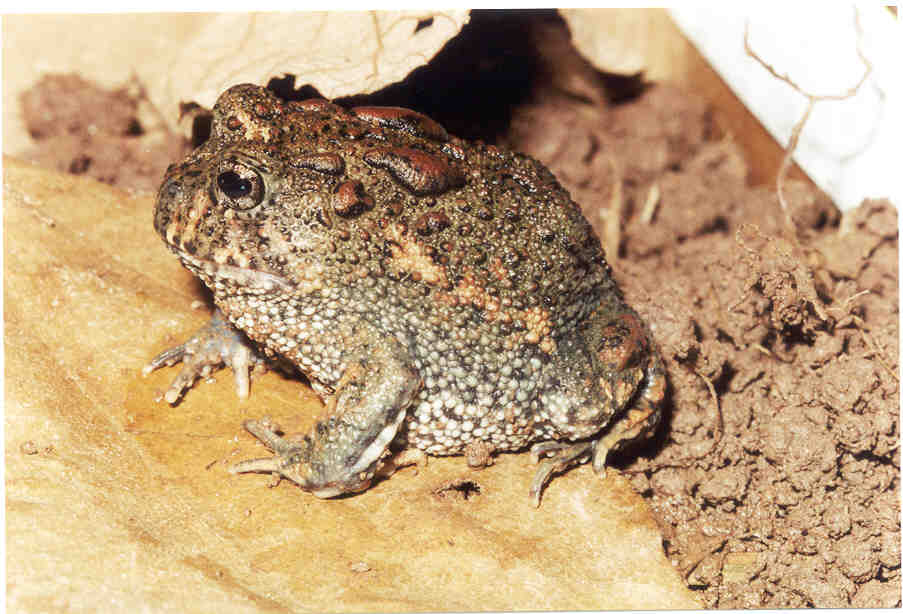
Odontophrynus cultripes

## Publication originale
- Reinhardt & Lütken, 1862 "1861" : Bidrag til Kundskab om Brasiliens Padder og Krybdyr. Förste Afdeling Paddern og Oglerne. Videnskabelige meddelelser fra den Naturhistoriske forening i Kjöbenhavn, vol. 1861, no 10/15, p. 143-242 (texte intégral).